# 大西虎之介

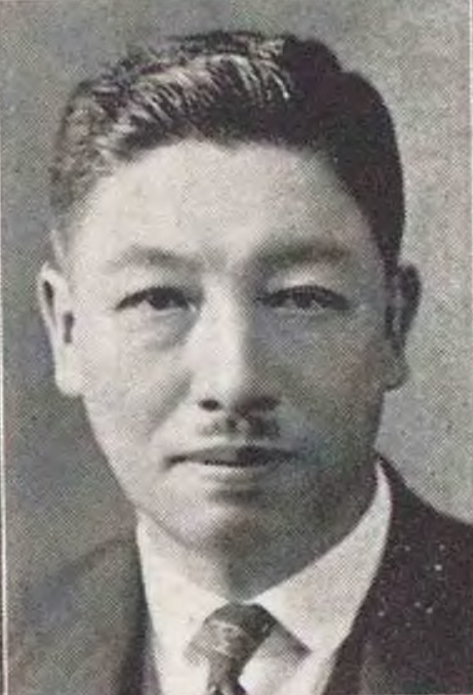
大西虎之介

大西 虎之介（おおにし とらのすけ、1890年（明治23年）2月9日 - 1945年（昭和20年）2月9日）は、大正から昭和時代前期の政治家、実業家。貴族院多額納税者議員。

## 経歴
大西行礼の長男として香川県三木郡氷上村長楽寺（現三木町長楽寺）に生まれる。高松中学校（現香川県立高松高等学校）、第一高等学校を経て、1917年（大正6年）東京帝国大学法学部を卒業する。1930年（昭和5年）に家督を相続した。
1924年（大正13年）高松百十四銀行取締役に就任し、同年琴平電鉄を創立し社長となる。ついで四国水力電気取締役、屋島登山鉄道社長を経て、1943年（昭和18年）企業統合により高松琴平電気鉄道社長に就任した。ほか、塩江温泉鉄道の社長なども務めた。
1931年（昭和6年）香川県多額納税者として貴族院議員に補欠選挙で互選され、同年5月5日から務め、1939年（昭和14年）9月には再選されたが、在任中に死去した。

## 栄典
位階
- 1945年（昭和20年）2月9日 - 従六位[9]

## 親族
- 子息 大西潤甫（実業家）[4]
- 弟 大西禎夫（衆議院議員、大西行礼三男）[3]